# Cuachimichin
Cuachimicin (es mencionado por Francisco Antonio de Fuentes y Guzmán de esa forma y como Cuaucmichin, en ambos casos está transcrito de la forma más posible al español, su forma en pipil sin traducir al español sería Kuashimichin o Kuaukmichin lo cual procede de: Kuau, águila; Shik (que es un acortamiento de Shikaktik), fuerte (la combinación de estos dos forman el término Kuaushik, águila fuerte, que era un título honorífico de gobernante); y Michin, pez o pescado) fue según Domingo Juarros y Francisco Antonio de Fuentes y Guzmán, el último Kuautaketzani o jefe militar que ascendió al trono del Señorío de Cuzcatlán en el siglo XV tras ser elegido por el Tatoque o consejo y el primero en ser electo para gobernar durante toda la vida y ya no de forma temporal (como habían sido elegidos los gobernantes anteriores).
Según Juarros y Guzmán, cuando inició el reinado de Cuachimicín, había estallado una guerra contra los Quichés y Cakchiqueles entre las décadas de 1450s o 1460s, pues el territorio pipil era considerado una amenaza creciente, principalmente para el reino Quiché, que en ese entonces estaba en su apogeo bajo el gobierno del Ahpop Kicab. Debido a este conflicto, Cuachimicín aumentó los impuestos, e hizo ejecutar a personas estimadas por la población y a primogénitos de las principales familias (que ocupaban puestos importantes en el sacerdote y la milicia), razón por la cual el pueblo dirigidos por miembros de las principales familias le dio golpe de Estado (alrededor de las décadas de 1460s o 1470s) y posteriormente lo ejecutó, nombrando en su lugar a Tutecotzimit, quien inició la monarquía hereditaria.